# Rainer Krug
Rainer Krug (ur. 3 czerwca 1968) – niemiecki snowboardzista, wicemistrz świata.

## Kariera
Po raz pierwszy na arenie międzynarodowej pojawił się 13 listopada 1994 roku w Kaprun, gdzie w zawodach FIS Race zajął ósme miejsce w slalomie. W Pucharze Świata zadebiutował jedenaście dni później w Zell am See, zajmując drugie miejsce w slalomie równoległym (PSL). Tym samym już w swoim debiucie nie tylko wywalczył pierwsze pucharowe punkty, ale od razu stanął na podium. W zawodach tych rozdzielił swego rodaka, Mathiasa Behounka i Mike'a Jacoby'ego z USA. Łącznie sześć razy stawał na podium zawodów PŚ, odnosząc przy tym dwa zwycięstwa: 8 grudnia 1995 roku w Sestriere wygrał w PSL, a 9 marca 1996 roku w Boreal Ridge triumfował w slalomie. Najlepsze wyniki osiągnął w sezonie 1994/1995, kiedy to zajął trzecie miejsce w klasyfikacji slalomu oraz klasyfikacji PAR.
Jego największym sukcesem jest srebrny medal w slalomie równoległym wywalczony na mistrzostwach świata w Lienzu w 1996 roku. Uplasował się tam między Włochem Ivo Rudiferią i Austriakiem Helmutem Pramstallerem. Był to jego jedyny medal wywalczony na międzynarodowej imprezie tej rangi. Zajął też między innymi trzynaste miejsce w tej konkurencji podczas mistrzostw świata w San Candido w 1997 roku. Nie startował na igrzyskach olimpijskich.

## Osiągnięcia

### Mistrzostwa świata
| Miejsce | Dzień       | Rok  | Miejscowość | Konkurencja       | Zwycięzca      |
| ------- | ----------- | ---- | ----------- | ----------------- | -------------- |
| 41.     | 27 stycznia | 1996 | Lienz       | Gigant            | Jeff Greenwood |
| 2.      | 28 stycznia | 1996 | Lienz       | Slalom równoległy | Ivo Rudiferia  |
| 40.     | 22 stycznia | 1997 | San Candido | Gigant            | Thomas Prugger |
| 13.     | 25 stycznia | 1997 | San Candido | Slalom równoległy | Mike Jacoby    |

### Puchar Świata

#### Miejsca w klasyfikacji generalnej
- sezon 1994/1995: -
- sezon 1995/1996: 10.
- sezon 1996/1997: 33.
- sezon 1997/1998: 19.
- sezon 2000/2001: -

#### Miejsca na podium
1. Zell am See – 24 listopada 1994 (slalom równoległy) - 2. miejsce
2. Pitztal – 6 grudnia 1994 (slalom) - 3. miejsce
3. Mount Bachelor – 9 lutego 1995 (gigant) - 2. miejsce
4. Sestriere – 8 grudnia 1995 (slalom równoległy) - 1. miejsce
5. San Candido – 21 stycznia 1996 (slalom równoległy) - 2. miejsce
6. Boreal Ridge – 9 marca 1996 (slalom) - 1. miejsce